# Filipp Jerszakow
Filipp Afanasjewicz Jerszakow, ros. Филипп Афанасьевич Ершаков (ur. 11 stycznia?/23 stycznia 1893 we wsi Taganka, w obwodzie smoleńskim, zm. w lipcu 1942 w Hammelburgu) – generał porucznik Armii Czerwonej.

## Życiorys
W 1914 roku powołany do armii rosyjskiej wziął udział w I wojnie światowej. Walczył na Froncie Północno-Zachodnim, dowodził kompanią w stopniu chorążego.
W 1918 roku wstąpił do Armii Czerwonej, uczestniczył w wojnie domowej. Brał udział w walkach przeciwko wojskom gen. Millera na Froncie Północnym jako dowódca kompanii, następnie był zastępcą dowódcy pułku w walkach przeciwko wojskom gen. Judenicza. Brał udział w wojnie polsko-bolszewickiej, będąc dowódcą pułku.
Po zakończeniu wojny domowej pełnił służbę w Białoruskim Okręgu Wojskowym. W 1924 roku ukończył kurs „Wystrieł”. Następnie kolejno zajmował stanowiska: zastępcy dowódcy pułku, dowódcy pułku strzeleckiego, zastępcy dowódcy dywizji strzeleckiej. W 1930 roku ukończył kurs dowódców przy Akademii Wojskowo-Politycznej. W 1935 roku ukończył Akademię Wojskową im. M. Frunzego. 
Po ukończeniu akademii został dowódcą 29 Dywizji Strzeleckiej, a następnie 5 Korpusu Strzeleckiego. W styczniu 1938 roku został zastępcą dowódcy Charkowskiego Okręgu Wojskowego, a w lipcu 1938 roku został dowódcą Uralskiego Okręgu Wojskowego.
Po ataku Niemiec na ZSRR, z wojsk okręgu sformowano 22 Armię, której został dowódcą. Początkowo armia ta znajdowała się w odwodzie Naczelnego Dowództwa Armii Czerwonej. W dniu 2 lipca 1941 roku weszła w skład Frontu Zachodniego i brała udział w walkach tego frontu w rejonie Witebska i Smoleńska.
We wrześniu 1941 roku został dowódcą 20 Armii wchodzącej w skład Frontu Zachodniego. Brał udział w walkach w rejonie Jarcewa, gdzie dowodzona przez niego armia została okrążona. W czasie walk przy wychodzenia z okrążenia w październiku 1941 roku dostał się do niewoli.
Początkowo umieszczono go w obozie jenieckim w miejscowości Wuhlheide (obecnie miejscowość wchodzi w skład Berlina), gdzie umieszczano wyższych oficerów Armii Czerwonej. Wiosną 1942 roku został przeniesiony do Stalagu XIIIC w Hammelburgu, gdzie w lipcu 1942 roku zmarł w wyniku zawału serca.
Pochowany został na cmentarzu jenieckim w Hammelburgu.

## Awanse
- komkor (15 lipca 1938)
- generał porucznik (4 czerwca 1940)[a]

## Ordery i odznaczenia
- Order Czerwonego Sztandaru (dwukrotnie)
- Medal jubileuszowy „XX lat Robotniczo-Chłopskiej Armii Czerwonej”